# ジャスダックインデックス
ジャスダックインデックス（英: JASDAQ INDEX）やジャスダック指数とは、ジャスダック上場銘柄を対象として、同取引所が公表している株価指数である。日本銀行を除くジャスダック上場株の時価総額の合計を終値ベースで評価し、基準日である1991年10月28日の午後3時 (JST) 現在の時価総額（基準時価総額という）を100として指数化したものである。2022年4月4日に廃止。

## 構成
- JASDAQ INDEX - JASDAQ 全銘柄を対象
- JASDAQ INDEX（スタンダード）- JASDAQ スタンダード市場を対象
- JASDAQ INDEX（グロース）- JASDAQ グロース市場を対象

## 沿革
- 1992年12月28日 - 日本証券業協会がジャスダックインデックスの公表を開始（取引システム稼働開始日の1991年10月28日までさかのぼって算出）。
- 2004年12月13日 - ジャスダックの証券取引所化に伴い、公表主体が日本証券業協会から株式会社ジャスダック証券取引所に変更される。
- 2010年4月1日 - ジャスダック証券取引所を吸収合併した大阪証券取引所が公表主体となる。
- 2013年7月16日 - ジャスダックを東京証券取引所に統合。
- 2022年4月4日 - ジャスダック市場とジャスダックインデックスを廃止[2][1]。

## 参照
1. 1 2  株価指数の見直し | 日本取引所グループ
2. ↑  市場構造の見直し | 日本取引所グループ